# Sân bay quốc tế Fort McMurray
Sân bay quốc tế Fort McMurray (mã sân bay IATA: YMM, mã sân bay ICAO: CYMM) là sân bay có cự ly 7 hải lý (13 km; 8,1 mi) về phía đông nam của Fort McMurray, Alberta, Canada. YMM là sân bay lớn nhất ở miền bắc Alberta. Nó có các chuyến bay hàng ngày đến Edmonton, Calgary, Fort Chipewyan, Vancouver và Toronto bởi các hãng hàng không Air Canada, WestJet, McMurray Aviation và Northwestern Air. Sunwing đã từng có tuyến bay tới các điểm đến kỳ nghỉ mùa ở Mexico 2012-2015. Northwestern Air.
Sân bay này được quản lý bởi Cục sân bay Fort McMurray Sân, một tổ chức cộng đồng tổ chức phi lợi nhuận đã quản lý YMM từ năm 2010.
Sân bay này đã chứng kiến một sự gia tăng đáng kể về số lượt khách trong 10 năm qua do sự phát triển mạnh mẽ của cát dầu Athabasca. Trong năm 2014, YMM phục vụ 1.308.416 lượt khách, là sân bay bận rộn thứ 15 tại Canada. Kết quả là, một nhà ga sân bay với vốn đầu tư $ 258 triệu đô la mới mở trong năm 2014 có thể phục vụ 1,5 triệu hành khách mỗi năm.